# Area di servizio Villoresi Ovest
L'area di servizio Villoresi Ovest è un'area di servizio autostradale italiana, posta lungo l'autostrada dei Laghi (parte delle strade europee E35 ed E62) nel territorio comunale di Lainate. Prende nome dal canale Villoresi che scorre nei pressi.

## Storia
L'area di servizio venne costruita nel 1958 per iniziativa della società Pavesi su progetto dell'architetto Angelo Bianchetti che già nell'anteguerra aveva progettato alcune strutture pubblicitarie per la Fiera di Milano. Bianchetti fu coadiuvato per il progetto strutturale dagli ingegneri Luca Gambaro (per le strutture in calcestruzzo armato) e Massimo Allevi (per le strutture metalliche).
Bianchetti disegnò un’imponente impalcatura bianca a forma di piramide, sormontata da una cupola dalle punte rotonde; circa 20 metri più sotto, l’edificio principale, caratterizzato invece da una forma circolare e aerodinamica, in cui trovava posto l’area di servizio vera e propria, con il bar e il ristorante. All’interno, un grande lampadario a goccia dominava il soffitto.
Nel 1960 l'area di servizio venne ampiamente illustrata da un servizio della rivista americana Life, che la definì "espressione di un lusso italiano" emblematico dell'epoca del boom economico.
Nelle intenzioni iniziali, il padiglione disegnato da Bianchetti avrebbe dovuto rappresentare un modello replicabile in serie in altre località; nella pratica però nelle due aree di servizio realizzate successivamente da Bianchetti (Giovi Ovest sulla Milano-Genova e Piani d'Invrea Sud sulla Genova-Savona) si introdussero diversi elementi di novità, pur mantenendo una concezione generale comune.
Fin dai primi anni la struttura si rivelò troppo angusta per soddisfare le richieste di un'utenza in forte crescita: nel 1964 fu pertanto necessario un intervento di ampliamento, con l'aggiunta di un'area ristorante sul retro del padiglione.
Il padiglione venne interamente demolito nel 2020 e ricostruito in forme simili all'originale, ma con l'uso di materiali più moderni.

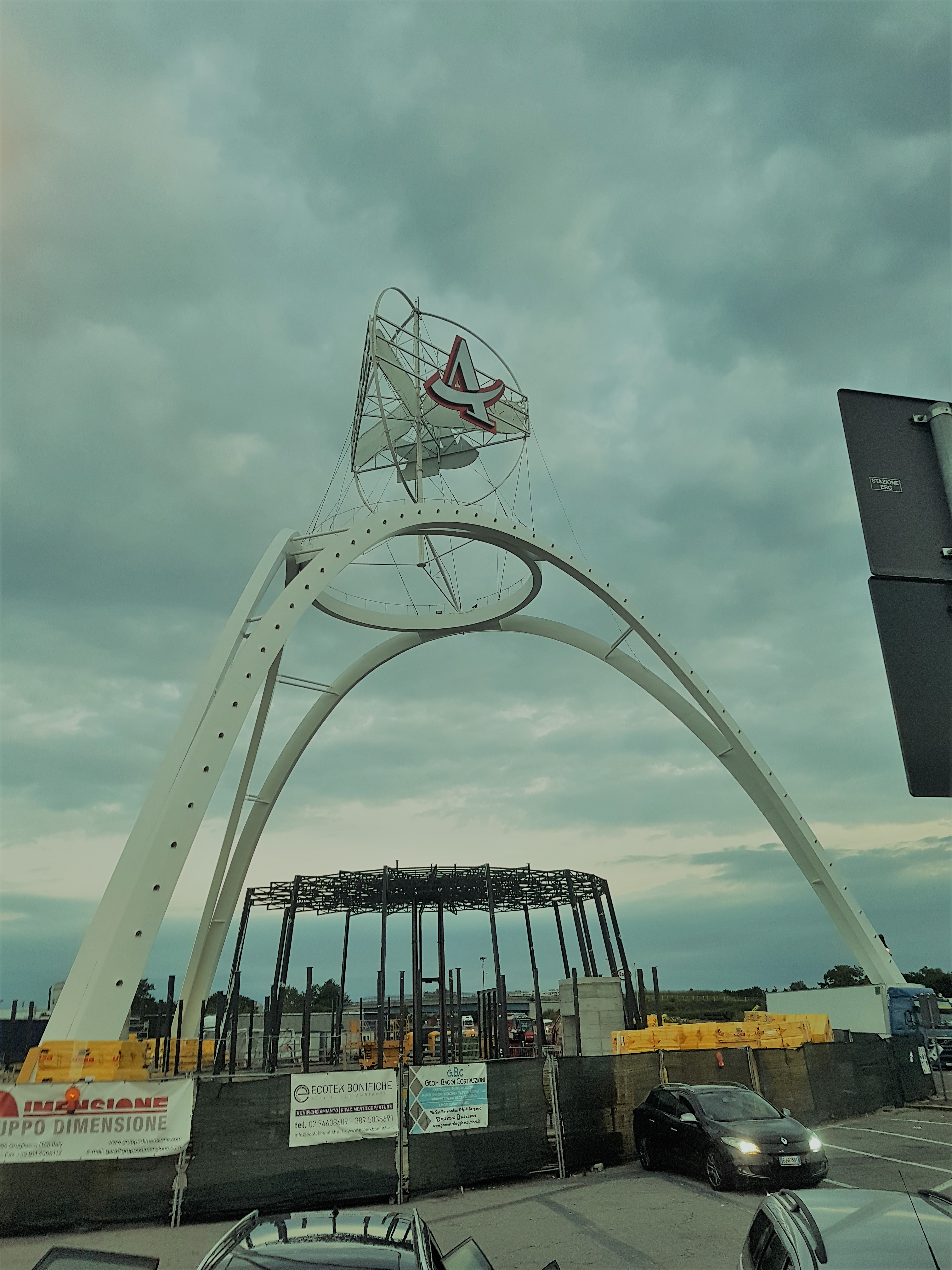
La ricostruzione del ristorante nel 2020

## Caratteristiche
La struttura è composta di due parti: un padiglione a pianta circolare che ospita il bar-ristorante, e sopra di esso una struttura metallica con funzione pubblicitaria.
Il padiglione originale aveva pianta circolare di 22 m di diametro e 7,90 m di altezza, con struttura portante in acciaio senza pilastri interni. Nel seminterrato, realizzato con struttura in calcestruzzo armato, erano ospitati gli spazi di servizio.

Vista dell'attuale salone interno con il grande lampadario

La struttura metallica, realizzata dalla Carpenteria Villa Angelo di Novara, è costituita da tre grandi archi in ferro, di 51 m di luce e 30 m di altezza, che sostengono un'asta di 15 m su cui si trovano le insegne pubblicitarie.

### Fonti
- Laura Greco, Architetture autostradali in Italia, Roma, Gangemi, 2010, ISBN 978-88-492-1915-9.

### Testi di approfondimento
- Laura Greco, L'architettura pubblicitaria sull'autostrada. Il caso del punto ristoro Pavesi sulla Milano Laghi di Angelo Bianchetti, in L'Industria delle Costruzioni, n. 394, 2007,  pp. 104-110, ISSN 0579-4900 (WC · ACNP).
- (EN) Italian Luxury for Export and Those at Home, too, in Life, 26 settembre 1960, ISSN 2169-1576 (WC · ACNP).